# 東西ジャニーズJr. ぼくらのサバイバルウォーズ
『東西ジャニーズJr. ぼくらのサバイバルウォーズ』（とうざいジャニーズジュニア ぼくらのサバイバルウォーズ）は、2022年4月1日に公開された日本映画。完全オリジナルの青春冒険エンタテインメント作品。

## 概要
ジャニーズJr.の少年忍者と関西ジャニーズJr.のLil かんさいが主演を務め、松竹とのコラボ映画として制作された。
パフォーマンス付き映画上映イベント「映画と実演」が3月31日から4月10日まで全42回実施され、4月2日と10日の模様はライブビューイングで公開された。「映画と実演」は映画上映と共に、出演キャストが実際に映画館に登場し、生パフォーマンスを繰り広げるという試みであり、 2019年公開の『映画 少年たち』以来、3年ぶりに復活した。
2022年はボーイスカウト日本連盟創立100周年の記念の年であり、東西のジャニーズJr.が映画で初のタッグを組み、仲間との友情がテーマのストーリーとなっている。
舞台は東京のはずれにある虹色町。

## キャスト
キャスト名出典

### 東団
基地にはホワイトボードがあったり、技能章の一覧が掲示されたりしている。
龍一郎
演 - 安嶋秀生
東団リーダー。真面目で規則を重んじる。優秀なリーダー。冬樹が山道で転んだ時にすぐ駆け寄ったり、団員の翌日の体調を心配して早くなるよう注意したりする団員思いな面もあるが、いつも語気が強く、「落ちこぼれは置いていく」など厳しい言い方になる。父親は「魔物のすみか」の設計士。
春太
演 - 内村颯太
龍一郎の暴走を制する副リーダー。とても優しく常に冬樹のことを気に掛ける。
夏目
演 - 青木滉平
宙への気遣いで見せた優しさが魅力。
秋人
演 - 瀧陽次朗
精鋭ぞろいの東団のなかでもエリート。煽り方に癖がある。
冬樹
演 - 川﨑星輝
要領が悪く、龍一郎に叱られてばかりだが、仲間思いな1面や心配性な部分もある優しい人物。何もないところで転んだり、すぐにバテたりと運動神経はあまり良くない。地獄耳。
鶴見
演 - 元木湧
龍一郎や茶谷と同じように、西団をバカにしている。
赤沢
演 - 平塚翔馬
真面目な性格。
青野
演 - 豊田陸人
はっちゃけた性格。
緑川
演 - 小田将聖
お調子者。　　　
茶谷
演 - 田村海琉
西団をばかにしている。
亀岡
演 - 久保廉
本作では一言もしゃべっていない。
黄山
演 - 稲葉通陽
喧嘩腰である。

### 西団
基地にはテントや黒板の他に、紐を引っ張るとお菓子の入ったカゴが降りてくる仕掛けがある。団員は関西弁を話している。町の宝石店に強盗が現れたときに鉢合わせしたが、ナイフで脅され取り逃した。その事件を東団や不良グループに馬鹿にされている。
虎之介
演 - 嶋﨑斗亜
西団リーダー。明るく自由気まま。ボーイスカウトは団内でコミュニケーションを取って楽しくやるのが大切だと考えている。東団と仲直りした後は虹色町ボーイスカウト団のリーダーになっている。
猿川
演 - 大西風雅
西団副リーダー。ハイキング章所有。山歩きのプロ。
犬井
演 - 岡﨑彪太郎
野外炊事章所有。料理が得意で、大きな木製のスプーンとフォークを持っている。姉がいる。
鳥越
演 - 當間琉巧
救急章所有。怪我の手当てが得意。

### 不良グループ
ボーイスカウトに喧嘩をふっかけてはよく五十嵐に止められている。本編の最後には全員揃ってボーイスカウトの制服に着替える姿が描かれている。
和馬
演 - 深田竜生
元々は龍一郎と虎之介と同じボーイスカウト団に所属していたが、ロープ結びや手旗信号が苦手で龍一郎たちに遅れを取っていた。3人で特訓した際に崖から転落し退団した。その後グレて不良グループに入った。
鷲尾
演 - 檜山光成
恵まれない家庭に生まれたためグレた、不良グループのリーダー。ボーイスカウトの団員と違って落ちこぼれの自分には明るい未来がないと思っている。
松山
演 - 山井飛翔
小賢しい頭脳派の不良。
竹田
演 - 鈴木悠仁
見た目のイカつさナンバーワン。
梅木
演 - 長瀬結星
軽いフットワークで情報収集。ハンバーガーを木の枝に刺し焚き火で炙る。

### その他
須藤宙
演 - 西村拓哉
転校生。いじめられっ子のインドア少年。前の学校では、鈍臭く運動が苦手だったものの応援してくれた一定数の生徒に対して先生が「できなくて可哀想なんだから」と言ったことに傷ついていた。ボーイスカウトの訓練をたまたま覗いていたときに猿川に見つかり、強引に西団に入団させられる。
五十嵐幹夫
演 - 平岡祐太
元ボーイスカウトの警察官。よく東団と西団の仲裁に入っている。
(クレジットはないが映画終了場面、パンフレットにて、少年忍者のヴァサイェガ渉、川﨑皇輝、北川拓実、織山尚大、黒田光輝が出演。)

## スタッフ
- 監督 - 川村泰祐
- 脚本 - 丑尾健太郎
- 製作 - 高橋敏弘、藤島ジュリーK.
- プロデューサー - 田渕みのり、阿部雅人
- 撮影 - 藤井昌之
- 照明 - 菰田大輔
- 録音 - 猪股正幸
- 編集 - 後藤あずさ
- 音楽 - 長谷川雅大
- 主題歌 - 少年忍者・Lil かんさい「Shining Road」
- 挿入歌 - 少年忍者「GO MY WAY」「One Way Road」、Lil かんさい「Let’s get ‘em 」、嶋﨑斗亜・安嶋秀生・深田竜生「青い風の中」
- 企画・配給 - 松竹
- 製作著作 - 2022「ぼくらのサバイバルウォーズ」製作委員会